# Theodor Christlieb
Theodor Christlieb, född den 7 mars 1833 i Birkenfeld i Württemberg, död den 15 augusti 1889 i Bonn, var en tysk evangelisk teolog.
Christlieb blev 1858 predikant i den tyskspråkiga evangeliska församlingen i London, 1865 kyrkoherde i Friedrichshafen vid Bodensee och 1868 professor i praktisk teologi och universitetspredikant i Bonn. Han fick en minnesteckning av Friedrich Fabri, Zum Gedächtnis Theodor Christliebs (Bonn 1889).
Christlieb publicerade utöver predikningar: Leben und Lehre des Johannes Scotus Erigena (Gotha 1860), Moderne Zweifel am christlichen Glauben (2:a upplagan, Basel 1870), Der Missionsberuf des evangelischen Deutschlands (Güterslohe 1876), Der indobritische Opiumhandel (2:a upplagan, samma plats 1878), Der gegenwärtige Stand der evangelischen Heidenmission (4:e upplagan, samma plats 1880); Ärztliche Missionen (samma plats 1884).